# Marijke Dillen
Marijke (Elisabeth Rudolf) Dillen, née le 11 décembre 1960 à Mortsel, est une femme politique belge flamande, membre du Vlaams Belang.

## Biographie
Marijke Dillen est la fille de Karel Dillen, fondateur du Vlaams Belang, et le frère du politicien Koenraad Dillen, ancien député européen.
Elle est diplômée de langues anciennes (latin et grec ancien) en 1978 à l'Institut Notre-Dame d'Anvers avant d'obtenir une licence de droit en 1983 à l'université d'Anvers. Elle est depuis avocate.
Marijke Dillen a été élue conseillère communale pour la première fois à Anvers en 1989, mandat qu'elle a terminé en 1994. En parallèle, elle a été députée fédérale de 1991 à 1995 et membre du Conseil flamand de 1992 à 1995.
En 1995, elle a intégré le Parlement flamand. Elle y a siégé jusqu'aux élections du 25 mai 2014, date à laquelle elle a été élue à nouveau députée fédérale. Finalement, elle a démissionné un mois plus tard de ce mandat, le 19 juin 2014, laissant son siège à Jan Penris.
Depuis 2001, Marijke Dillen n'a plus qu'un mandat, celui de conseillère communale de Schilde en Belgique. Elle est la seule conseillère du Vlaams Belang dans cette commune.